# Thomas M. Stein
 (juin 2018).
Si vous disposez d'ouvrages ou d'articles de référence ou si vous connaissez des sites web de qualité traitant du thème abordé ici, merci de compléter l'article en donnant les références utiles à sa vérifiabilité et en les liant à la section « Notes et références ».
Thomas M. Stein, né le 28 février 1949 à Stuttgart, est un producteur de musique et homme d'affaires allemand. Il a été directeur général de Bertelsmann Music Group Europe jusqu'en janvier 2004.

## Carrière musicale
Thomas M. Stein, ancien promoteur musical et éditeur de ZDF, est passé à l'industrie du disque en tant que directeur général de Teldec GmbH à Hambourg en 1982. Il a quitté l'entreprise en 1988 pour prendre la présidence de son concurrent Ariola à Munich, qui appartenait au Bertelsmann Music Group (BMG) fondé en 1986. À partir de janvier 1998, ses responsabilités ont été étendues aux activités en Europe de l'Est. En janvier 2001, Stein a été nommé vice-président exécutif pour le marketing mondial et les artistes et le répertoire de BMG Entertainment à New York. De juin 2001 à janvier 2003, il a également pris en charge la coordination des sociétés européennes BMG en tant que Président de BMG Europe. Il est resté président de GSA (Allemagne, Suisse, Autriche) jusqu'à son départ définitif de BMG un an plus tard. Il était particulièrement engagé auprès de Peter Maffay, Tic Tac Toe, N'Sync, Lou Bega, Falco, Eko Fresh, Dido et ATC. Il a également été membre du jury pour les première et deuxième saisons de Deutschland sucht den Superstar.
M. Stein a été chef de la direction de Jack White Productions AG du 1er mars 2006 au 31 août 2008. Il a été un invité régulier de l'émission The Ultimate Chartshow jusqu'en 2010. En 2006, il a fait partie du jury du Gospel Award de l'œuvre télévisuelle de l'Eglise protestante et catholique ainsi que de l'organisation d'aide chrétienne World Vision Allemagne. 
En octobre 2009, il a publié son autobiographie Said Done. En été 2010, il a été membre du jury de la 9ème saison de l'émission Popstars sur ProSieben.
Depuis juillet 2010, il dirige l'agence clowns&helden GmbH, basée à Munich. En outre, il donne des conférences sur les tendances du marketing et des ventes, de la gestion et de la réalisation des objectifs.

## Vie privée
Thomas Stein vit avec ses deux filles à Vaterstetten, sa deuxième maison est à St.Ulrich am Pillersee au Tyrol. Il est marié pour la troisième fois. Le mariage avec sa première épouse Waltraud a été divorcé. La deuxième femme de Stein, Margret, est décédée d'un cancer le 28 décembre 2005. En juillet 2007, Stein a épousé sa partenaire de l'époque, Cornelia Eckardt. Ils ont une fille en commun,.
Parfaitement trilingue, il parle couramment l'allemand (langue maternelle), l'anglais et le français.

## Animation
- 2002-2004 : Deutschland sucht den SuperStar (1ère et 2e saisons) : Juge
- 2006 : Gospel Award : Juge
- 2010 : Popstars (9ème saison) : Juge

## Livres
- 2009 : Said Done (sorti en octobre 2009)